# Alphonse Daudet
Louis Marie Alphonse Daudet (Nimes, 13 de mayo de 1840-París, 16 de diciembre de 1897) fue un escritor francés, autor de Tartarín de Tarascón (1872) y Cartas desde mi molino (1866).

## Biografía
Nacido en Nimes el 13 de mayo de 1840, cursó sus estudios secundarios en Lyon. Fue secretario del Duque de Morny, personaje influyente del segundo Imperio. La súbita muerte del Duque de Morny (1865) fue el detonante que influyó de manera decisiva en la vida de Alphonse. Desde ese momento Daudet se consagró por entero a la escritura; no solo ejerció como cronista del periódico Le Figaro, sino que se dedicó también a la novela y la narración. Más tarde y tras un viaje a Provenza, Alphonse empezó a escribir los primeros textos que formarán parte de los relatos Cartas desde mi molino (Lettres de mon moulin, 1866), evocaciones de su Provenza natal.
Obtuvo la autorización del director de L'Événement para publicar dichos relatos en forma de folletín, durante el verano de 1866, con el título de Crónicas provinciales. Algunos de los relatos de esta colección forman parte de los cuentos más populares de la literatura francesa, como La cabra de M. Seguin (La chèvre de M. Seguin), Las tres misas menores (Les trois messes basses) o El elixir del reverendo padre Gaucher (L’élixir du révérend père Gaucher). En 1867 se casó con la escritora Julia Rosalie Céleste Allard (Julia Daudet).
La primera novela que como tal escribió Daudet fue una semiautobiografía, Poquita cosa (Le petit chose, 1868). En ella evocaba su pasado como maestro de estudios en el colegio d’Alès. En 1874 Daudet se inclinó por las novelas de costumbres contemporáneas y escribió Fromont hijo y Risler padre (Fromont jeune et Risler aîné, 1874), Mujeres de artistas (Les femmes d'artistes, 1874), Jack, (1876), El nabab (Le nabab, 1877), Los reyes en el exilio (Les rois en exil, 1879), Numa Roumestan (1881), El evangelista (L'Évangéliste, 1883), Sapho (1884), El inmortal (L'inmortel, 1883). Como dramaturgo escribió varias obras de teatro: El último ídolo (La dernière idole, 1862), Los ausentes (Les absents, 1863), etc. No olvidó, sin embargo, su vocación de narrador, y en 1872 escribió Tartarín de Tarascón, que fue su personaje mítico. Le siguieron Tartarín en los Alpes (Tartarin sur les Alpes, 1885) y Port-Tarascon, 1890. Cuentos del lunes (Les contes du lundi, 1873), una colección de relatos inspirados por la guerra franco-prusiana, dan testimonio de su inclinación por este género literario y por los cuentos fantásticos. Asimismo, escribió dos libros de memorias, Recuerdos de un hombre de letras (Souvenirs d’un homme de lettres) y Treinta años de París (Trente ans de Paris).
Fue miembro de la Academia Goncourt (1874-1880) y murió en París el 16 de diciembre de 1897.

## Obras
- Les Amoureuses (1858)
- Le Petit Chose (1868)
- Lettres de Mon Moulin (1869)
- Tartarin de Tarascon (1872)
- L'Arlésienne (1872)
- Contes du Lundi (1873)
- Fromont jeune et Risler aîné (1874
- La Belle Nivernaise (1886)
- La Doulou (1930)

## Obras autobiográficas
- 1887: Souvenirs d'un homme de lettres (Recuerdos de un hombre de letras);
- 1888: Trente ans de Paris (Treinta años de París).